# Éclairage Rembrandt

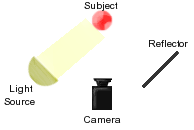
Installation typique de l'éclairage Rembrandt.

L'éclairage Rembrandt est une technique d'éclairage utilisée dans la photographie de portrait en studio. L'éclairage Rembrandt est caractérisé par un éclairage en triangle sous l'œil du sujet et sur le côté le moins éclairé de son visage. Il peut être utilisé en utilisant une lumière et un réflecteur, ou deux lumières.
Le procédé est populaire car il permet de produire des images qui apparaissent à la fois naturelles et fortes avec un minimum d'équipements. Il est appelé ainsi en référence au peintre néerlandais Rembrandt, qui utilisait fréquemment ce type d'éclairage pour ses portraits.

## Description
Normalement, la lumière clé (en) est placée en hauteur, de côté et faisant face au sujet ; la lumière de remplissage (en) ou le réflecteur est placé à mi-hauteur de l'autre côté du sujet, lui faisant face elle aussi. Cette deuxième lumière a moitié puissance de la première, laissant la lumière clé illuminer l'autre côté du visage du sujet.
Le point clé dans l'éclairage Rembrandt est de créer un triangle ou un losange de lumière en dessous de l’œil. Un côté du visage est bien éclairé par la source principale, tandis que l'autre côté utilise l'interaction des ombres et lumières — ou clair-obscur — pour créer cette forme géométrique sur le visage. Ce triangle de lumière sous l’œil ne devrait pas être plus long que le nez ni plus large que l'œil. Cette technique peut donner un effet subtil ou très dramatique en jouant sur la distance entre le sujet et les sources de lumière.

## Exemples

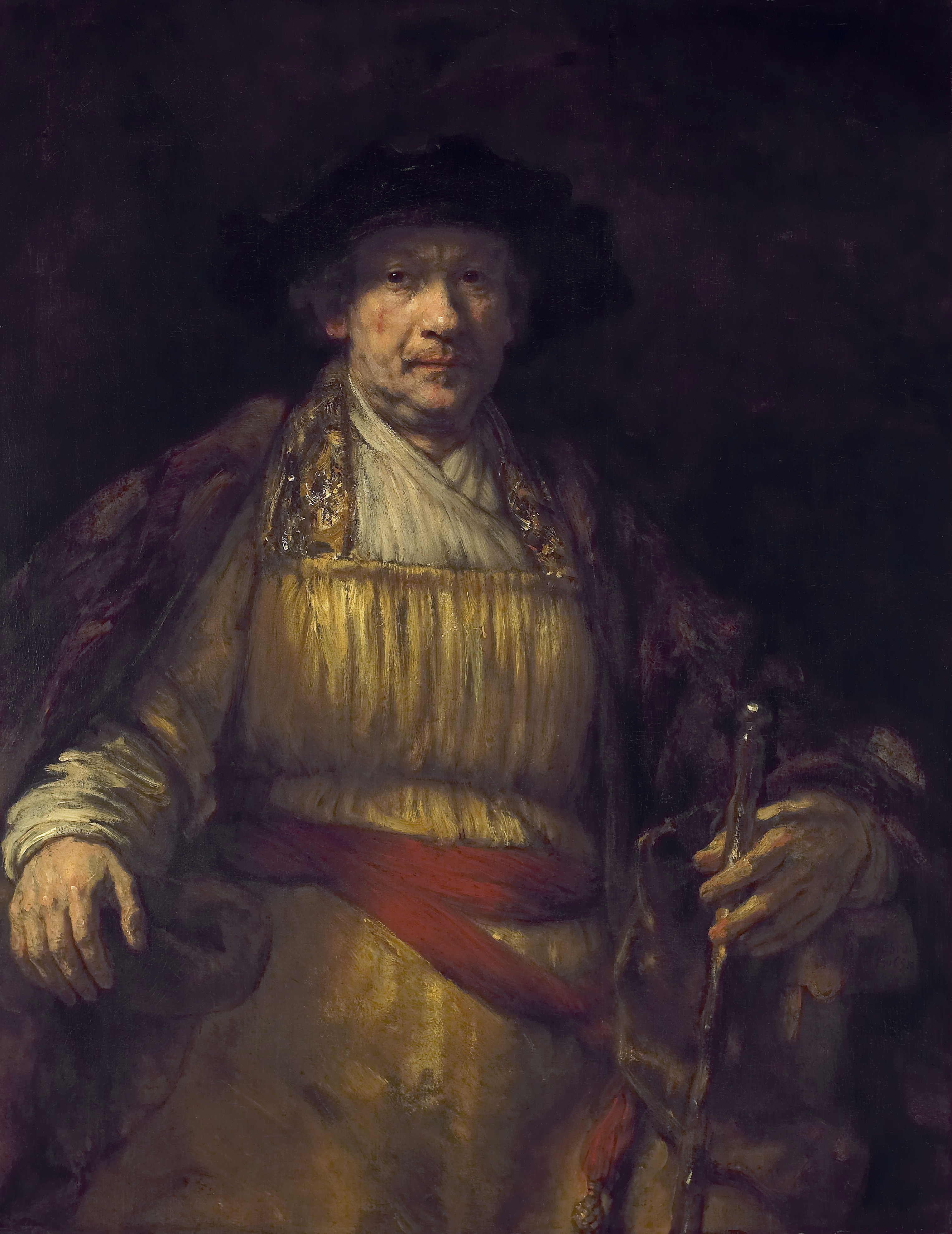
Autoportrait de Rembrandt.
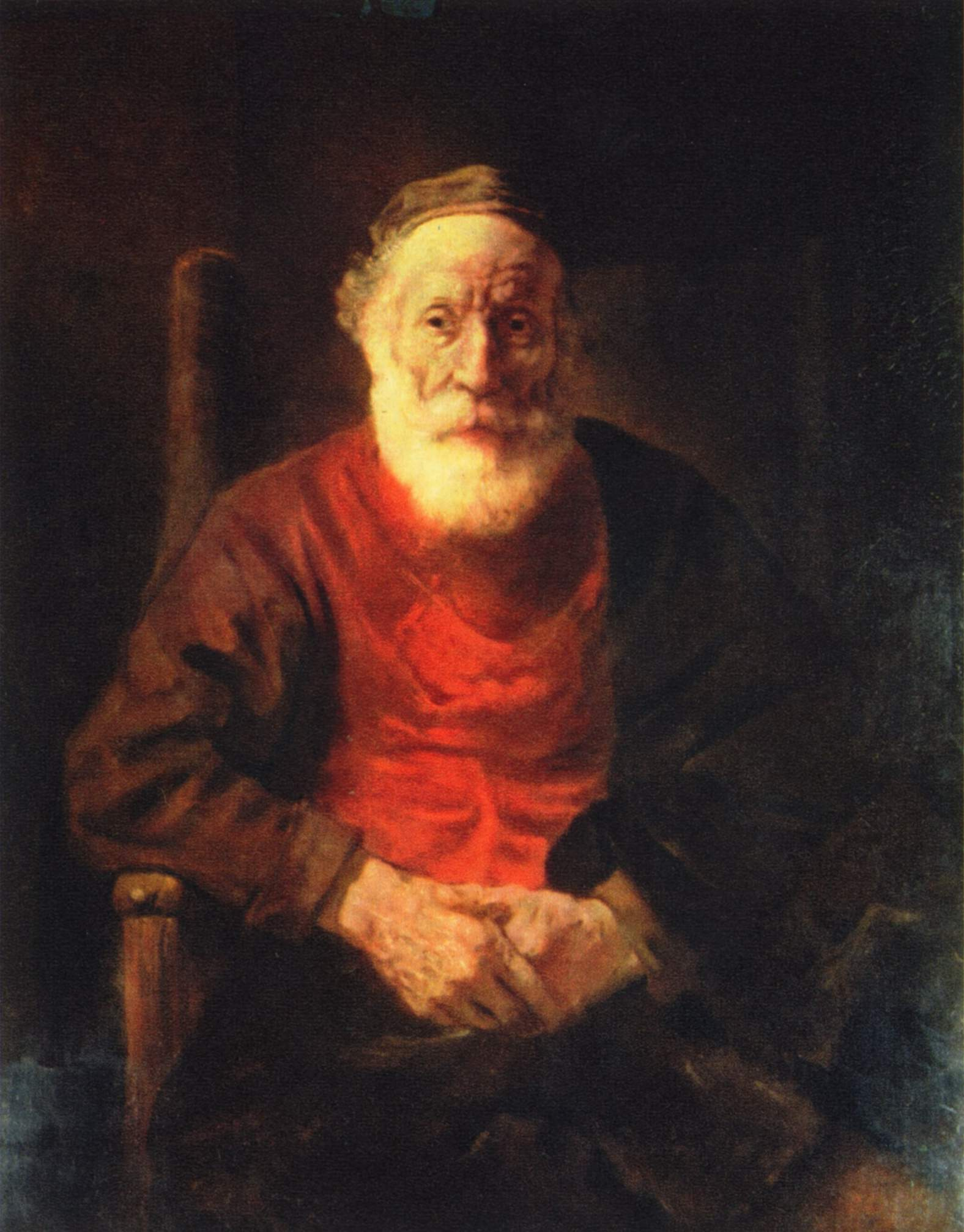
Vieil homme en rouge, par Rembrandt.

## Origine du terme photographique
Le réalisateur et pionnier du cinéma Cecil B. DeMille est crédité du premier usage du terme. Pendant le tournage de The Warrens of Virginia en 1915, DeMille emprunte des projecteurs portables du Mason Opera House, dans le centre de Los Angeles, et « commence à créer des ombres là où les ombres apparaîtraient dans la nature. » Quand son collègue Samuel Goldwyn voit le film dans lequel seulement la moitié du visage d'un acteur est éclairée, il a peur que les exploitants ne payent que la moitié du prix pour le film. Après que DeMille lui dit qu'il s'agissait de l'éclairage de Rembrandt, « la réponse de Sam fut jubilatoire empreinte de soulagement : pour l'éclairage de Rembrandt, les exploitants vont payer le double ! »